# Етнографски музеј у Сплиту
Етнографски музеј је званично основан 1913. године и од 2004. се налази у згради поред Перистила у југоисточном делу Диоклецијанове палате у историјском центру Сплита. Зграда у којој је смештен музеј, која је од античких времена више пута обнављана, је била током четвртог века царева одаја за спавање и самим тим најинтимнији део палате.

## Историја
Оснивање музеја се везује за задарског племића, инжењера архитекте и првог директора Занатске школе у Сплиту Камила Тончића. Године 1906. је основао „Течај за чипке и народни вез”, а 1907. и течај за ткање. Од 1907. се прикупља етнографска грађа која је служила као узорак за рад ђацима и при школи је основана етнографска збирка. Од 1909. у склопу завршних школских изложби се излаже и етнографска грађа, а од 1910. и радови народа, народне ношње из свих крајева Далмације. Та изложба је убрзо постала стална поставка у једној учионици школске зграде отворена за посетиоце названа „Народни музеј”, „Покрајински музеј за народни обрт и уметност” и „Земаљски музеј за народну индустрију и народну уметност”. Године 1913. Министарство у Бечу одобрава први музејски статут у којем се утврђује Управни одбор, а Тончић постаје директор. Исте године музеј објављује први број свог часописа „Коледар Покрајинског музеја за народни обрт и умјетност у Сплиту”, који излази само и следеће године. За време Првог светског рата Тончић скрива етнографску збирку по кућама и у згради данашње Галерије уметности јер је влада у Бечу хтела предмете да пребаци у Грац. Након рата се поново враћа у зграду Занатске школе, а 1919. године у зграду Пољопривредне школе близу Археолошког музеја где се оснива друга стална поставка. Тада сакупљају предмете из свих јужнославенских подручја и музеј тако постаје регионални. Године 1923. Сплит почиње да финансира музеј, а Тончића постављају за директора. Следеће године музеј добија нову зграду на Народном тргу, а службено утемељење и Правилник су прихваћени у општини 1927. године. У тој згради је постављена трећа стална поставка. Од средине двадесетих година из музеја је почело издвајање уметничких слика и дела тако да је 1931. основана Галерија уметности и смештена је у Ловретској улици број 11. Године 1934. је промењена четврта стална поставка која је трајала до Другог светског рата када је музеј био у опасности јер је тадашња власт хтела његову грађу преместити у Рим. Тончић је одуговлачењем и сталним премештањем то избегао и збирку је у целини сачувао. Године 1946. је постављена пета музејска поставка, прва коју није радио Камило Тончић. Музеј је службено назван Етнографски музеј у Сплиту. Године 1965. се поставља шеста музејска поставка, од 1989. организују само привремене изложбе у свом простору или гостују у другим институцијама. Музеј садржи збирку јадранских ношњи, збирку накита и збирку загорских ношњи уз већ постојеће збирке оружја и уметничких предмета. Године 2005. је пребачен у нову зграду на адреси Северова 1 где је отворена нова поставка.